# Requiem pour Srebrenica
Requiem pour Srebrenica est une pièce de théâtre témoignage, écrite par Olivier Py en 1998,. Son but est de témoigner des horreurs qui ont eu lieu lors du massacre de Srebrenica, en Bosnie (un génocide selon le TPIY) et qui fit plus de 8 000 victimes.